# LGBT práva na Antigui a Barbudě

Duhová mapa Antigui a Barbudy

Lesby, gayové, bisexuálové a translidé (LGBT) se na Antiqui a Barbudě setkávají s právními komplikacemi neznámými pro většinové obyvatelstvo. Pohlavní styk mezi osobami stejného pohlaví je na Antiqui a Barbudě legální od r. 2022.

## Zákony týkající se stejnopohlavní sexuální aktivity
Dvě sekce Zákona proti sexuálním trestným činům přijatým v r. 1995 pojednávají o stejnopohlavní souloži:
Sekce 12. (1) Kdo vykoná smilstvo proti přírodě s jiným, bude potrestán -
(a) doživotním odnětím svobody, byl-li vykonán dospělou osobou na dítěti či mladistvé osobě;
(b) odnětím svobody v délce trvání 15 let, byl-li vykonán mezi dospělými osobami;
(c) odnětím svobody v délce trvání pěti let, byl-li vykonán dítětem nebo mladistvou osobou.
(2) Výše uvedeným trestným činem "smilstva proti přírodě" se rozumí pohlavní styk spáchaný v období jednoho roku mezi muži....
Sekce 15. (1) Kdo vykoná nemravnou soulož, či jiného přiměje k jejímu vykonání, bude potrestán -
(a) odnětím svobody v délce trvání deseti let, spáchal-li jej s osobou mladší 16 let;
(b) odnětím svobody v délce trvání pěti let, spáchá-li jej s osobou starší 16 let....
* * * *
(3) Aktem nemravné soulože se rozumí jakákoli soulož, mezi osobami stejného i různého pohlaví, nevedoucí k přirozené reprodukci.
Recidivisté jsou po zbytek života zaznamenáváni v rejstříku sexuálních trestných činů.
V květnu 2016 během pravidelné návštěvy zástupců Rady pro lidská práva požadovala delegace z Argentiny, Austrálie, Francie, Německa, Nizozemska a Nikaragui po zdejší vládě okamžité zrušení zákonů proti sodomii a uznání plných lidských práv různých menšin, včetně LGBT komunity. Ministryně pro sociální integraci Samantha Marshallová následně oznámila, že zákony proti sodomii jsou zastaralé, a že by měly být zrušeny. Mluvčí parlamentu při Ministerstvu pro právní záležitosti, senátorka Maureen Payne-Hymanová, ujišťovala Radu, že LGBT komunita nečelí na ostrovech žádné perzekuci.
24. srpna 2016 oznámila vláda Antiguy a Barbudy, že se momentálně nechystá zrušit zákony proti sodomii. Takto se vyjádřila po rozhodnutí belizského Nejvyššího soudu, který prohlásil tamní anti-gay zákony za neústavní. Nicméně uznala, že jelikož mají Belize a Antigua a Barbuda identickou judikaturu, lze očekávat, že pokud bude dána žaloba proti těmto zákonům, budou pravděpodobně prohlášeny za neústavní.

## Dekriminalizační proces
Dne 5. července 2022 rozhodl ve svém verdiktu Nejvyšší soud východního Karibiku (anglicky Eastern Caribbean Supreme Court), že je v rozporu s antiguijsko-barbudskou ústavou, aby stát diskriminoval jedince na základě pohlaví či sexuální orientace. Také se vyjádřil ohledně toho, aby ústavní ochrana nově také zahrnovala pojem “genderová identita“. Též by měli mít jedinci s neheterosexuální orientací možnost právní ochrany před urážkami (fyzickými i slovními) v zaměstnání, na veřejnosti apod.

## Souhrnný přehled
| Legální stejnopohlavní styk                                                            | (legální od r. 2022) |
| Stejný věk legální způsobilosti k pohlavnímu styku                                     | (od r. 2022)         |
| Antidiskriminační zákony v zaměstnání                                                  | (od r. 2022)         |
| Antidiskriminační zákony v přístupu ke zboží a službám                                 | (od r. 2022)         |
| Antidiskriminační zákony v ostatních oblastech (homofobní urážky, zločiny z nenávisti) | (od r. 2022)         |
| Stejnopohlavní manželství                                                              | No                   |
| Jiná forma stejnopohlavního soužití                                                    | No                   |
| Adopce dítěte partnera                                                                 | No                   |
| Společená adopce dětí stejnopohlavními páry                                            | No                   |
| LGBT osoby smějí otevřeně sloužit v armádě                                             | No                   |
| Možnost změny pohlaví                                                                  | No                   |
| Přístup k umělému oplodnění pro lesbické ženy                                          | No                   |
| Náhradní mateřství pro gay páry                                                        | No                   |
| MSM smějí darovat krev                                                                 | No                   |